# LG Wing
LG Wing是LG电子生产的一款基于安卓系统的智能手机，采用旋转式设计，可以将主屏呈T型并露出一个较小的副屏，于2020年9月14日在韩国发布。该手机还是LG最新公布的Explorer Project系列的第一台设备，也是LG最後一款智慧型手機。

## 设计
LG Wing主屏幕搭载6.8英寸OLED屏幕，分辨率为2460 × 1080。副屏则采用3.9英寸OLED屏幕，分辨率为1240 × 1080。
LG Wing主屏幕采用屏下指纹解锁，可将主屏幕顺时针90度，手机内有铰链设计，并安装了液压阻尼器减少手机旋转时的摩擦。边框采用阳极氧化铝材质，羽翼蓝的后盖采用炫彩玻璃设计，在阳光下会反射多种色彩。机身通过MIL-STD 810G测试，屏幕表面还涂有PCB防水涂层， 防水等级为IP54。
可旋转的主屏幕后面有一层热塑性聚甲醛涂层，让屏幕旋转更加顺滑，同时避免副屏幕被刮花。LG官方测试大约可旋转20W次，还附赠2年保修。

## 摄像

### 前置相机
前置使用3200W弹出式升降镜头，机身内置陀螺仪可检测手机是否掉落，会根据环境变化自动将镜头缩回。

### 后置相机
后置采用6400W主摄、1300W超广角、1200W微云台运动镜头三镜头矩形排列。1200W微云台运动相机镜头加上稳定器模式，这是全球第二台采用这种设计的智能手机设备，第一台是Vivo X50 Pro。

## 性能与体验
LG Wing搭载了高通骁龙765G，该芯片以三星7nmEUV工艺打造，拥有ARM Cortex-A76和ARM Cortex-A55的8核CPU与Adreno 620GPU。
LG WING在安兔兔测试为329192分，Geekbench 5单核心测试为614分、多核心测试1908分，稍微高于同处理器的Google Pixel 4a 5G、Google Pixel 5（283451，584/1608；211295，594/1615）。

## 软件
日常使用时，6.8英寸主屏处于Basic模式。若有多屏操作的需求，可将主屏顺时针旋转90度切换旋转模式（Swivel），与3.9英寸副屏搭配使用。
LG Wing支持触控笔使用，与LG V60 ThinQ触控笔体验大致相同。

## 配件
LG提供的原厂保护壳只能包裹住机身主体，可旋转的主屏无法保护。engadget在测试过程中不小心将处于合着状态的手机摔落，屏幕顶角和听筒旁边出现划痕。他们猜测屏幕如果处于展开状态摔落地下，后果会比合着状态更加严重。

## 成就
- LG Wing入选2020年时代周刊年度最佳发明。[19]

## 评价
尽管LG Wing的双屏操作与微云台运动相机体验让消费者眼前一亮，但大多数媒体表示价格、性能以及双屏体验仍需要消费者慎重考虑。

### 正面评价
连线新闻编辑朱利安·乔卡图（Julian Chokkattu）表示当手机处于Hexa Motion Sensors模式时，走动拍摄视频体验会非常好，消费者可以通过数字摇杆来平移或者倾斜相机，画面也非常稳定。中时新闻网科技频道作者黃慧雯表示在夜间拍摄，LG Wing的色彩还原稍微好过iPhone 11 Pro Max。时代周刊记者比利·佩里格（billy perrigo）评论称LG Wing的旋转模式是一种创新，能让人们在每一个屏幕同时浏览多个app。ZDNet作者马修·米勒（Matthew Miller）价格相对于Surface Duo、三星Galaxy Fold等双屏设备实惠，如果只是为了体验双屏可以考虑购买。

### 负面评价
马修·米勒（Matthew Miller）以及TechRadar的大卫·伦伯（David Lumb）认为如果只看双屏体验的话，LG Velvet或LG V60 ThinQ能做得更好，价格甚至更便宜。DXOMARK相机测评团队表示照片细节以及视频的稳定性不尽人意，微云台防抖在录制视频中仍有残影等缺点。